# Canals de Muzaffargarh
Els canals de Muzaffargarh són un sistema de canals d'inundació al Panjab (Pakistan) establert al segle xix al sud del Panjab. Agafen l'aigua de la riba esquerra (oriental) de l'Indus i de la riba dreta (occidental) del Chenab, i reguen principalment terres del districte de Muzaffargarh. Foren construïts per governants natius de la zona inicialment, però millorats per Sawam Mai, el governador sikh del territori; el 1849 van quedar sota control britànic i transferits al departament de canals el 1880; el sistema de neteja del canal pel treball forçat dels cultivadors fou abolit el 1903 i es van establir taxes pels usuaris; els dos canals principals són el de l'Indus i el del Chenab, el primer (el principal) format per vuit canals menors de 1832 km en total i una descàrrega de 77 metres cúbics per segon; el segon està format per cinc canals amb 374 km i una descàrrega de 22 metres cúbics per segon. Cobreixen una superfície de 3.121 km².